# Egyptens första dynasti
Egyptens första dynasti, f.l. 3000-talet till 2900 f.Kr., var en dynasti i tidig dynastisk tid i det forntida Egypten.
En annan benämning är Thinitisk tid eftersom vissa av faraonerna byggde sina gravmonument i Thinis i Övre Egypten. Dynastins första härskare Hor-Aha uppförde sin grav i Sakkara utanför den nygrundade huvudstaden Memfis. Han anses vara identisk med den legendariska Menes, Egyptens riksenare.
Enligt Manetho var första kungen Menes. Dock är den första nedtecknade kungen av första dynastin Hor-Aha, och det var Narmer som förenade de Övre och Nedre rikena. Åtminstone är han den första härskare som bar både Övre och Nedre Egyptens kungakrona. Det är klarlagt att erövringen av Nedre Egypten genomfördes av härskare från regionen vid staden Nekhen i Övre Egypten.
Under dynastin gjordes försök att fredligt knyta samman Övre och Nedre Egypten. Flera av dynastins drottningar bar namn sammansatta med Nit (Neith), Nedre Egyptens skyddsgudinna. Det kan tolkas som att dessa kvinnor var prinsessor från Nedre Egypten, eller hade anknytning till kulten av Neith i Sais. Trots detta utbröt nya inbördesstrider under Adjibs och Semerkhets regeringstider.

## Regentlängd
| Nr | Farao     | Sannolikt tidsintervall för tillträde | Not |
| -- | --------- | ------------------------------------- | --- |
| 1  | Aha       | 3111–3045 f.Kr.                       |     |
| 2  | Teti I    |                                       |     |
| 3  | Djer      | 3073–3036 f.Kr.                       |     |
| 4  | Wadj      | 2989–2941 f.Kr.                       |     |
| 5  | Den       | 2928–2911 f.Kr.                       |     |
| 6  | Adjib     | 2916–2896 f.Kr.                       |     |
| 7  | Semerkhet | 2912–2891 f.Kr.                       |     |
| 8  | Ka        | 2906–2886 f.Kr.                       |     |